# Changing Horses (The Incredible String Band)
Changing Horses è un album del gruppo musicale The Incredible String Band,  pubblicato dalla Elektra Records nel novembre del 1969.

## Tracce
Lato A
1. Big Ted – 4:21 (Robin Williamson)
2. White Bird – 14:46 (Mike Heron)
3. Dust Be Diamonds – 6:14 (Robin Williamson, Mike Heron)

Lato B
1. Sleepers, Awake! – 3:44 (Mike Heron)
2. Mr. and Mrs. – 4:54 (Robin Williamson)
3. Creation – 16:04 (Robin Williamson)

## Musicisti
Brano A1
- Robin Williamson - voce solista, washboard, pianoforte
- Mike Heron - chitarra elettrica, pianoforte, voce
- Licorice (Christina McKechnie) - chitarra, voce
- Walter Gundy - armonica
- Rose Simpson - basso, voce

Brano A2
- Mike Heron - voce solista, chitarra
- Robin Williamson - flauto, sarang, banjo cinese, percussioni, voce
- Licorice (Christina McKechnie) - organo, voce
- Rose Simpson - basso

Brano A3
- Robin Williamson - voce solista, percussioni, chitarra elettrica
- Mike Heron - chitarra, vibrafono
- Licorice (Christina McKechnie) - organo, kazoo
- Rose Simpson - basso

Brano B1
- Robin Williamson - voce
- Mike Heron - voce
- Licorice (Christina McKechnie) - voce
- Rose Simpson - voce

Brano B2
- Robin Williamson - voce solista, chitarra, percussioni, organo
- Mike Heron - chitarra elettrica, percussioni, voce
- Licorice (Christina McKechnie) - organo, voce
- Rose Simpson - basso, voce

Brano B3
- Robin Williamson - voce solista, chitarra, gimbri, violino
- Mike Heron - percussioni, sitar, mandolino, voce
- Licorice (Christina McKechnie) - percussioni, kazoo, voce
- Rose Simpson - basso, percussioni, voce
- Ivan Pawle - organo, pianoforte